# Winterberge
Die Winterberge sind ein Gebirgszug in der südafrikanischen Provinz Ostkap. Sie erheben sich auf bis zu 2371 Meter über den Meeresspiegel. 

## Geographie
Die Winterberge liegen im Inneren der Provinz Ostkap. Sie erstrecken sich in West-Ost-Richtung über etwa 70 Kilometer und in Nord-Süd-Richtung über 30 Kilometer. Die höchste Erhebung ist der Great Winterberg Peak (Groot Winterberg) mit 2371 Metern. Der Name beruht auf dem gelegentlichen Schneefall in dem Gebirge. Ein südwestlicher Gebirgsausläufer trägt den Namen Baviaansrivierberge. Die einzige geschlossene Siedlung in den Winterbergen ist Spring Valley.
In den Winterbergen entspringen der Kat River (Katrivier) und Koonap River (Koonaprivier), die Nebenflüsse des Great Fish River (Groot-Visrivier) sind. Nordwestlich von ihnen befindet sich das Great Fish River Basin, eine große Senke mit einer hohen Evapotranspirationsrate, die für das Klima der Winterberge und einiger weiter östlich liegenden Landschaften von Bedeutung ist. Der Tarka River (Tarkarivier) hat seine Quellzuflüsse im westlichen und nördlichen Flankenbereich des Great Winterberg Peak und entwässert als Hauptlauf mit seinen Zuflüssen das Gebirge in nördliche Richtung zum Great Fish River Basin. Im östlichen Randbereich des Gebirges hat der Black Kei River (Swart-Keirivier) sein Flussbett, dessen Wasser im Oberlauf durch einen Staudamm (Thrift Dam) zur Bewässerung gesammelt wird und danach weiter in Richtung Norden abfließt.
Auf der dem Indischen Ozean zugewandten Südseite ist die Niederschlagsmenge relativ hoch, so dass dort eine üppige Vegetation besteht. 
Südlich der Winterberge liegen die Städte Bedford, Adelaide und Fort Beaufort. Östlich der Winterberge liegen der massive Elandsberg und die Amathole-Berge. Im Norden liegen der Ort Tarkastad und der Tarka River, im Westen fließt der Great Fish River.
Der 1860 bis 1864 eingerichtete Katberg-Pass quert mit der Regionalstraße R351 die Winterberge in einem östlichen Ausläufer des Gebirgszugs. Er verbindet die Städte Fort Beaufort im Süden und Queenstown im Norden. Quer durch die Winterberge führt die R344, die von Adelaide kommend über Spring Valley nach Norden hin auf Tarkastad zuläuft.

## Geologie
Der Gebirgszug besteht aus Sandstein und Schiefertonen der Beaufort-Gruppe mit häufigen Dolerit-Intrusionen.